# Glycyrrhizopsis
Glycyrrhizopsis, monotipski biljni rod iz porodice mahunarki smješten u tribus Glycyrrhizeae, ili u podtribus Glycyrrhizinae, dio tribusa Galegeae, potporodica Faboideae
Neki autori monotipične rodove Glycyrrhizopsis (i Meristotropis) uključuju u rod Glycyrrhiza. 
Vrta je raširena Turskoj, Siriji i Libanonu.

## Sinonimi
- Glycyrrhiza flavescens Boiss.
- Glycyrrhiza lutea Montbret ex Turrill
- Glycyrrhizopsis syriaca Turrill